# Pierwszy człowiek (powieść)
Pierwszy człowiek to nieukończona powieść autobiograficzna autorstwa Alberta Camusa, opublikowana w 1994 roku przez jego córkę, Catherine Camus, nakładem wydawnictwa Gallimard.

## Streszczenie
W 1913 roku Henry Cormery przyjeżdża z Algieru, aby objąć zarząd nad farmą w małej wiosce algierskiej niedaleko Bône. Towarzyszy mu jego żona, której zbliża się termin porodu. Po przyjeździe rodzi się ich syn, Jacques. Czterdzieści lat później spotykamy Jacques'a, który stał się dorosły i stara się dowiedzieć, kim był jego ojciec. Ten, zmarły podczas wojny, rok po jego narodzinach, jest więc mu nieznany. Jacques po raz pierwszy udaje się na jego grób do Saint-Brieuc. Niedługo potem, w trakcie podróży do Algieru, gdzie odwiedza swoją matkę, Catherine, wraca do Bône, aby spróbować dowiedzieć się, kim był jego ojciec. Próba ta kończy się niepowodzeniem, ponieważ ślady jego ojca zniknęły. Jego matka, raczej milcząca, nie ujawnia nic więcej. Jacques wspomina swoje dzieciństwo w domu babki, u której mieszka Catherine po śmierci męża, razem z jego głuchym bratem i wujkiem.
To niepiśmienna i bardzo biedna rodzina. Jacques wraca do szkoły, gdzie spotyka dzieci z zamożniejszych rodzin i chętnie się uczy. Nauczyciel zauważa jego zdolności i odwiedza rodzinę, w celu przekonania jej, aby pozwolili chłopcu uczyć się w liceum. Babcia początkowo odmawia, ponieważ liczy na to, że przyszła praca wnuka jako praktykanta przyniesie nieco więcej pieniędzy do domu. Udaje się ją jednak przekonać, aby pozwoliła mu przystąpić do egzaminu stypendialnego i rozpocząć naukę w liceum.  Nauczyciel wieczorami udziela bohaterowi i jego przyjaciołom bezpłatnych prywatnych lekcji. Jacques zostanie przyjęty do szkoły średniej. Jego babcia nalega, aby przyjął pierwszą komunię przed pójściem do liceum. Dlatego każe mu uczęszczać na lekcje katechizmu w przyspieszonym trybie.
Wraz z rozpoczęciem nauki w liceum w Algierze, Jacques odkrywa nowy świat na drugim końcu miasta, w dzielnicy klasy średniej, gdzie codziennie podróżuje tramwajem ze swoim przyjacielem Pierrem.

## Adaptacje

### Kinematografia
- 2012:  „Pierwszy człowiek ” w reżyserii Gianniego Amelio

### Komiks
- Pierwszy człowiek, ilustracje: José Muñoz, (Éditions Futuropolis), 2013 ISBN 978-2-7548-0978-8
- Pierwszy człowiek, na podstawie twórczości Alberta Camusa, adaptacja Jacques’a Ferrandeza, wydania Gallimarda, 2017 ISBN 978-2-07-507415-5